# Polar-Record-Gletscher
Der Polar-Record-Gletscher ist ein Gletscher an der Ingrid-Christensen-Küste des ostantarktischen Prinzessin-Elisabeth-Lands. Er fließt zwischen den Meknattane und Dodd Island in den zentralen Abschnitt des Publications-Schelfeises.
Der US-amerikanische Kartograf John Hobbie Roscoe (1919–2007) kartierte ihn anhand von Luftaufnahmen der Operation Highjump (1946–1947). Roscoe benannte den Gletscher nach der Zeitschrift Polar Record des Scott Polar Research Institute.